# Муніципальна бібліотека Безансона
Муніципальна бібліотека Безансона — пулічна бібліотека в Безансоні.

## Історія

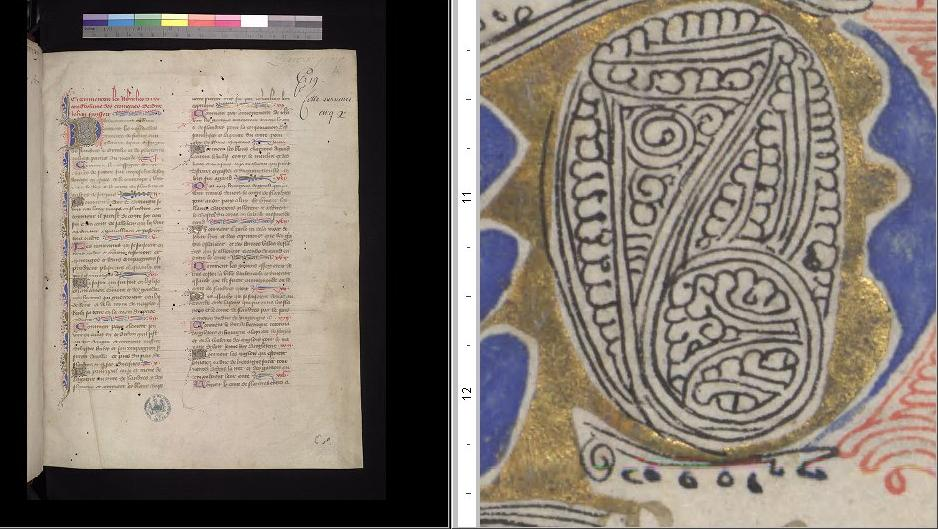
Два різні види одних і тих самих фоліантів з Безансонської бібліотеки MS 865

Бібліотека була заснована в 1694 році, коли бенедиктинський абат Жан-Батист Буазо (1638—1694) заповів свої особисті колекції абатству Сен-Вінсент у Безансоні за єдиної умови, що вони будуть загальнодоступними. Колекція Буазо надзвичайно багата рукописами, які датуються VII—XV століттями.
Значна частина колекції надійшла від Нікола Перрено де Гранвеля та його сина Антуана. У 1808 році за проектом архітектора Франш-Конте Дені Лапре було споруджено будівлю для бібліотеки. Під час Французької революції відбулися конфіскації у релігійних громад і емігрантів, які проживали в регіоні. Всі ці книги були переведені в бібліотеку.
Будівлю закінчили в 1817 році, а офіційно відкрили 27 квітня 1818 року. Будівлю кілька разів розширювали до 1839 року, коли вона набула свого нинішнього вигляду, який складається з чотирьох блоків навколо центрального двору.
Міністерство культури та комунікацій оцифрувало 167 ілюмінованих рукописів бібліотеки. Бібліотека Безансона зберігає понад 500 000 рукописних документів, малюнків, гравюр, медалей, марок і монет, що робить її однією з найбагатших бібліотек Франції.

## Колекції
Бібліотека містить близько 1000 інкунабул і 2800 середньовічних рукописів. Найдавніші з рукописів датуються VII століттям, хоча більшість — XV століттям.
Кілька літургійних рукописів чудово ілюміновані, особливо Псалтир Бонмона (XIII століття), а також рукописи, ілюміновані для архієпископів Безансона та Шарля де Невшателя.
Рукопис XIV століття «Судний день», каталогізований як Ms. 579, містить 89 мініатюр, що зображують дію п'єси, і три однойменні музичні п'єси.
Бібліотека має у фондах підручники Карла V: книгу про освіту принців, 49 мініатюр, зроблених кількома художниками, які працювали над копією «Подорожей Жана де Мандевіля».